# Malin Åkerman
Malin Maria Åkerman (Pronuncia em suéco: AFI: /ˈmɑːlɪn ˈoːkərˌman/; Estocolmo, 12 de maio de 1978) é uma atriz sueca. Ela é mais conhecida pelos seus papeis como Laurie Juspeczyk / Espectral II em Watchmen, Tess em Vestida para Casar e Cammie Ryan em Morte no Lago.

## Início de vida
Åkerman nasceu em Estocolmo, Suécia, filha da professora de aeróbica e modelo nas horas vagas, Pia (née Sundström) e do corretor de seguros Magnus Åkerman. Quando tinha dois anos, a família se mudou para o Canadá, após seu pai ter recebido uma proposta de emprego. Quatro anos mais tarde, seus pais se divorciaram, com seu pai, voltando para a Suécia. Ambos os pais dela se casaram novamente, dando à Åkerman um meio-irmão e duas meio-irmãs. Depois que sua mãe se casou novamente, eles se mudaram de Niagara-on-the-Lake, Ontário. Mais tarde, em sua adolescência, sua mãe se divorciou novamente. Åkerman estudou em muitas escolas diferentes, incluindo a Sir Winston Churchill Secondary School em St. Catharines, Ontário. Ela já frequentou uma escola católica, embora tenha sido criada como uma budista. Recordou algumas partes de sua infância como "dolorosas", explicando: "eu amava muito o meu pai e eu só podia vê-lo durante as férias escolares. Mas eu acho que foi uma vantagem que eles se separassem quando eu era muito jovem, então eu poderia me acostumar com isso". Visitava seu pai em Falsterbo, Suécia, durante as férias escolares e conversava com ele regularmente por telefone. Åkerman cita seus pais como "influências positivas de apoio" em sua vida.
Quando criança, Malin não tinha planos de se tornar uma atriz. Sua mãe a apresentou à carreira de modelo enquanto ela ainda estava na escola primária, e mais tarde atuou em vários papéis em campanhas de publicidade, mas decidiu parar aos doze anos de idade. No entanto, quatro anos depois, Åkerman voltou à carreira de modelo depois de ser descoberta por Ford Models em um shopping center em St. Catharines. Assinou com a agência e, posteriormente, ganhou um contrato com a Noxzema, uma empresa de cuidados com a pele. Malin logo se mudou para Toronto enquanto estudava no North Toronto Collegiate Institute. Com dezoito anos de idade, inspirada pelo "desamparo" que às vezes sentia durante sua infância, decidiu se tornar uma psicóloga infantil. Sustentou sua educação por meio da carreira de modelo com comerciais de televisão e layouts de catálogo. Ao estudar por um ano na Universidade Iorque em Toronto, foram oferecidos a ela simultaneamente papéis de convidada na televisão, como resultado de sua exposição em comerciais. Åkerman viu os shows que atuava como uma nova oportunidade para bancar sua educação, mas encontrou-se desfrutando e decidiu abandonar a escola para se tornar uma atriz. Mudou-se para Los Angeles, Califórnia, em 2001, para prosseguir a sua carreira de atriz em tempo integral.

## Carreira

### 1997–2008
Åkerman fez sua estreia como atriz na série de ficção científica canadense Earth: Final Conflict, em 1997, em um papel menor como uma robô. Originalmente conseguiu um papel em um episódio piloto da MTV com Rachel McAdams, mas o projeto nunca foi lançado pela rede. Em 2000, estrelou em Relic Hunter e teve um papel menor no filme americano The Skulls. No ano seguinte, Åkerman fez aparições na série Doc e Twice in a Lifetime, com sede no Canadá. Em 2001, se mudou para Los Angeles, Califórnia, na esperança de seguir uma carreira com atuação mais ampla. No início, ela trabalhava como garçonete e ficou na casa de um amigo. Em 2002, recebeu um papel no filme The Utopian Society, que foi editado por Francesco Sondelli, o guitarrista da banda de rock alternativo Ozono. Sondelli pediu à Åkerman para que ela ajudasse a banda com as letras das músicas e mais tarde pediu-lhe para cantar. Åkerman, posteriormente, tornou-se vocalista da banda, e eles mudaram o nome para The Petalstones. O álbum de estreia da banda, Stung, foi lançado em agosto de 2005, mas a atriz eventualmente deixou de se concentrar em sua atuação profissional, tendo admitido que "realmente não consegue cantar". Ela descreveu seu canto como "uma espécie de criação própria, aprendido sozinho, algo do tipo se-você-não-consegue-alcançar-a-nota-então-grite".

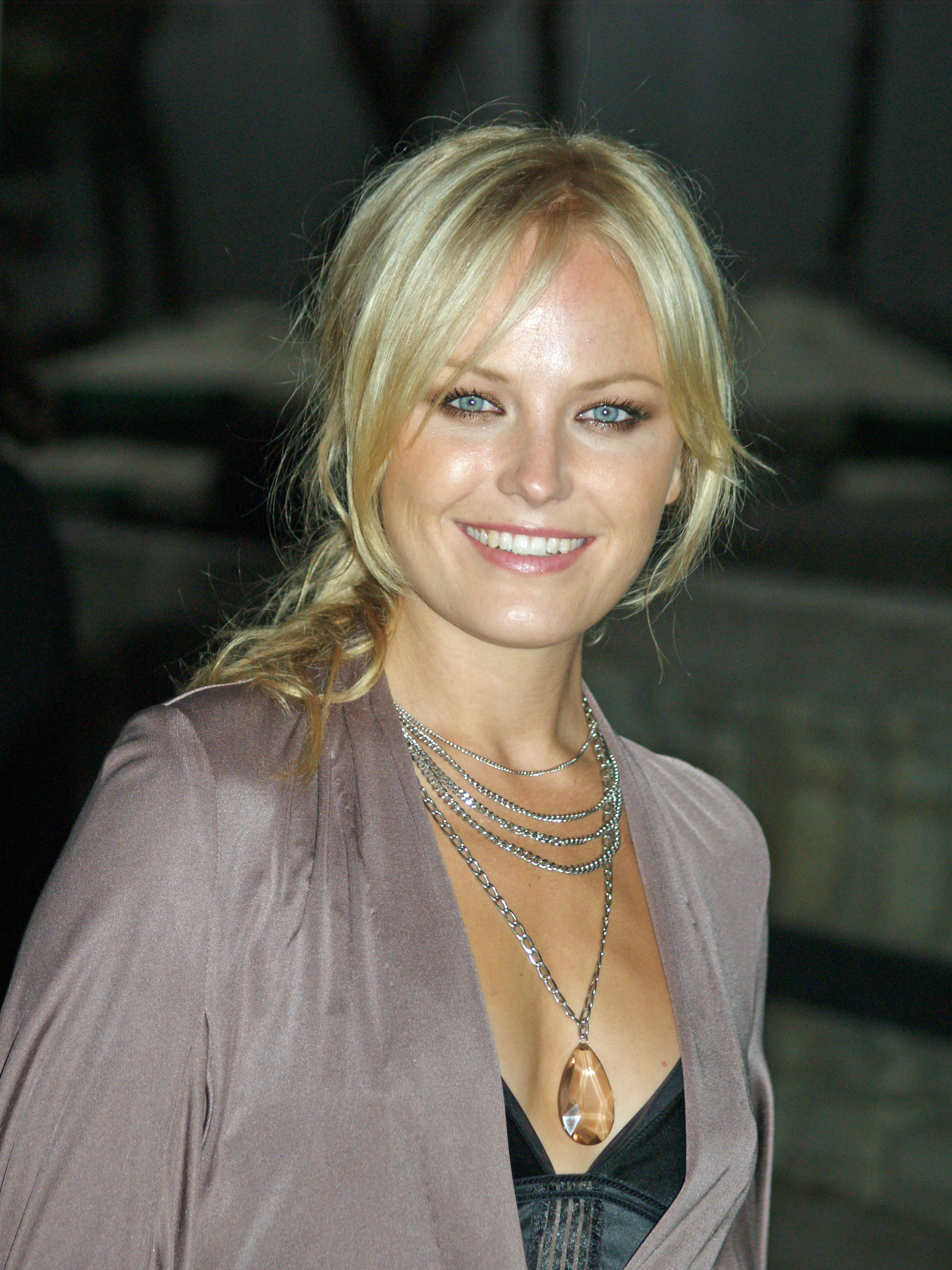
Åkerman no New York Fashion Week, em setembro de 2008

Em 2004, ela teve um pequeno papel no filme Harold & Kumar Go to White Castle, mas pensou em se mudar de volta para o Canadá devido sua falha na maioria de seus testes. Então foi escalada para um papel de apoio como Juna na série de televisão de curta duração The Comeback, da HBO, com Lisa Kudrow no papel principal. Kudrow desempenhou uma ex-estrela de seriado que tentou reiniciar sua carreira. A aparição de Åkerman no show chamou a atenção da mídia e isso resultou em mais papéis que foram-lhe oferecidos. Um ano depois, ela estrelou em um episódio de Love Monkey e dois episódios de Entourage. Antes que os episódios de Entourage fossem ao ar, conseguiu um papel no filme de comédia The Brothers Solomon, em 2007. O filme obteve uma grande bilheteria e recebeu muitas revisões críticas.
Åkerman se inscreveu para um papel ao lado de Ben Stiller na comédia The Heartbreak Kid, dirigido pelos irmão Farrelly, em 2006. Desempenhou o papel principal feminino como Lila, a mulher recém-casada do personagem de Stiller. O filme segue a lua de mel do casal no México, onde o personagem de Stiller se apaixona por outra mulher e percebe que o casamento foi um erro. Um remake do filme homônimo de 1972, que foi lançado em outubro de 2007, sendo que as revisões foram consideradas pobres, com os críticos considerando-o como "não tão ousado, nem tão engraçado", como filmes anteriores dos diretores. O desempenho de Åkerman recebeu críticas mais positivas; Desson Thomson, do The Washington Post, a chamou de "uma parceira cômica fabulosa" para Stiller, enquanto Roger Moore do Times Herald-Record afirmou que ela havia se superado. O filme arrecadou 14 milhões de dólares em sua semana de estreia nos Estados Unidos, e faturou 127 milhões dólares internacionalmente.
Em 2007, a atriz se juntou ao elenco de 27 Dresses, um filme de comédia romântica dirigida por Anne Fletcher, com Katherine Heigl no papel principal. O filme segue a personagem de Heigl, Jane, que sempre foi a dama de honra e sonha com seu próprio casamento. Åkerman atuou como a irmã de Jane, Tess. O filme foi rodado durante o verão de 2007, e foi lançado em janeiro de 2008 sob uma fraca recepção crítica por ser considerado um "clichê e principalmente esquecível". O filme foi mais bem sucedido comercialmente, com um faturamento bruto de 160 milhões de dólares. Åkerman interpretou o papel-título de Bye Bye Sally, um curta-metragem dirigido por Paul Leyden baseado no conto Everybody Wins, de Lisa Mannetti. O filme estreou em 2009 no Newport Beach Film Festival.

### 2009-2011
Em 2009, a atriz estrelou como Silk Spectre II no filme de super-heróis Watchmen, de Zack Snyder, uma adaptação do romance gráfico homônimo de Alan Moore. O filme é ambientado em uma realidade alternativa, em 1985, onde um grupo de vigilantes aposentados investigam uma aparente conspiração contra eles. Snyder a favoreceu com relação a outras atrizes mais conhecidas como ele sentiu que não poderia desempenhar um papel tão sério. Åkerman ensaiou com "pesados meses de treinamento" e entrou em uma dieta muito rigorosa. Usava uma peruca morena, salto alto e um desconfortável figurino de látex, que forneceu pouca proteção ao executar acrobacias, e muitas vezes ela mesma se machucava durante as filmagens. Malin afirmou que seu personagem carrega a emoção do filme, e ela é a única mulher entre vários homens. Estreando em fevereiro de 2009, o filme recebeu críticas geralmente favoráveis, e foi um sucesso comercial, arrecadando 185 milhões de dólares em todo o mundo. Embora a atriz fosse indicada ao Saturn Award de Melhor Atriz Coadjuvante e um Teen Choice Awards por sua atuação no filme, os críticos foram geralmente negativos para sua atuação.

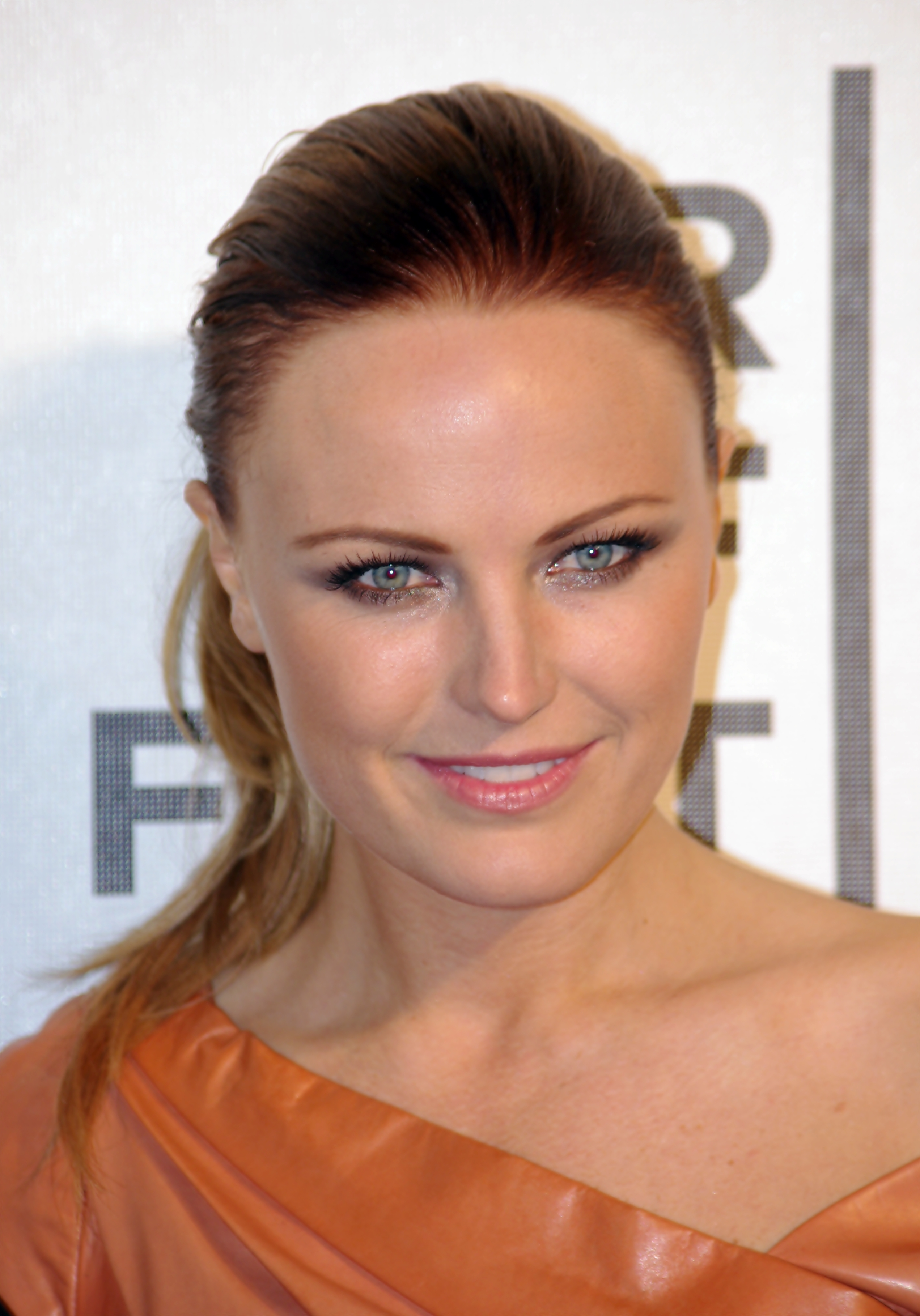
Åkerman na premiere de The Bang Bang Club

Ela apareceu em 2009 no filme de comédia romântica The Proposal, estrelada por Sandra Bullock e Ryan Reynolds nos papéis principais. Åkerman desempenhou um papel de apoio como Gertrude, a ex-namorada da parte de Reynolds. Embora o filme recebesse críticas mistas, ele faturou 317 milhões dólares em todo o mundo. Também em 2009, Malin estrelou a comédia Couples Retreat, ao lado de Jon Favreau e Vince Vaughn. O filme acompanha quatro casais que viajam para uma ilha resort tropical para terapia de casais. Malin atuou como Ronnie, a esposa de Vaughn. Ela gostou de atuar uma mãe pela primeira vez e tentou fazer de seu personagem o mais verdadeiro possível, isso incluiu tingir seu cabelo castanho para não parecer uma "loira". O filme estreou nos cinemas em outubro de 2009 e arrecadou 34 milhões de dólares em sua semana de estréia nos Estados Unidos, entrando em número um nas bilheterias, e totalizaram 171 mil dólares em todo o mundo. No entanto, a recepção do filme foi sobretudo negativa, embora o desempenho de Åkerman fosse recebida com reações mais positivas.
Em 2010, Åkerman co-estrelou como Annie na comédia-drama Happythankyoumoreplease, dirigida por Josh Radnor, onde interpretou uma personagem que tinha alopecia, a atriz raspou as sobrancelhas e usava um boné careca para cobrir seus cabelos. Fora-lhe oferecido originalmente um papel diferente, mas sentiu que deveria atuar Annie por ser diferente de seus trabalhos anteriores. O filme estreou no Festival Sundance de Cinema, em janeiro de 2010 e recebeu um prêmio do público de Drama Americano Favorito. Comentários de críticos foram polarizados, mas a atriz recebeu elogios. Mais tarde, em 2010, estrelou no episódio "The Wedding Bride" de How I Met Your Mother, e juntou-se ao atual elenco da série de comédia Childrens Hospital, em curso pela Adult Swim. Desempenhando o papel da promíscua Dr. Valerie Flame, Malin juntou-se ao elenco da série durante a segunda temporada, juntamente com Henry Winkler. A série foi originalmente uma websérie e Åkerman aceitou o papel depois de ver vários webisódios. "Foi totalmente a minha praia, o meu tipo de humor", disse ela sobre a série. No mesmo ano, Malin teve um papel coadjuvante no filme de comédia romântica The Romantics com Katie Holmes, Josh Duhamel e Anna Paquin. O filme estreou em setembro de 2010 em edição limitada às revisões geralmente negativas.
Em 2010, ela estrelou no filme de comédia Elektra Luxx de Sebastian Gutierrez, com Carla Gugino e Joseph Gordon-Levitt. O filme é uma continuação de Women in Trouble, de 2009. Åkerman atuou como Trixie, uma estranha balconista de drogas que se apaixona pelo personagem de Gordon-Levitt, que por sua vez está obcecado com a personagem de Gugino, uma atriz pornô aposentada. Fora oferecido à Åkerman o papel durante a exibição de Women in Trouble. O filme estreou em março de 2011 sobre estreia limitada e recebeu revisões geralmente desfavoráveis; críticos consideraram suas inumeras subtramas como "uma comédia bizarra de sexo". Em seguida, Åkerman estrelou o papel feminino principal no filme The Bang Bang Club, que segue um grupo de jovens fotojornalistas na África do Sul durante os estágios finais do apartheid. Ela atuou como Robin Comley, uma editora de fotografia do jornal. O filme estreou durante o Festival Internacional de Cinema de Toronto de 2010 com críticas mistas da imprensa. Em 2010, Åkerman se inscreveu para uma parte em Catch .44, do estreante Aaron Harvey, um filme de drama-thriller com Forest Whitaker e Bruce Willis nos papéis masculinos principais. O filme foi geralmente ignorado tanto pelos críticos quanto por cinéfilos.

### 2012-presente

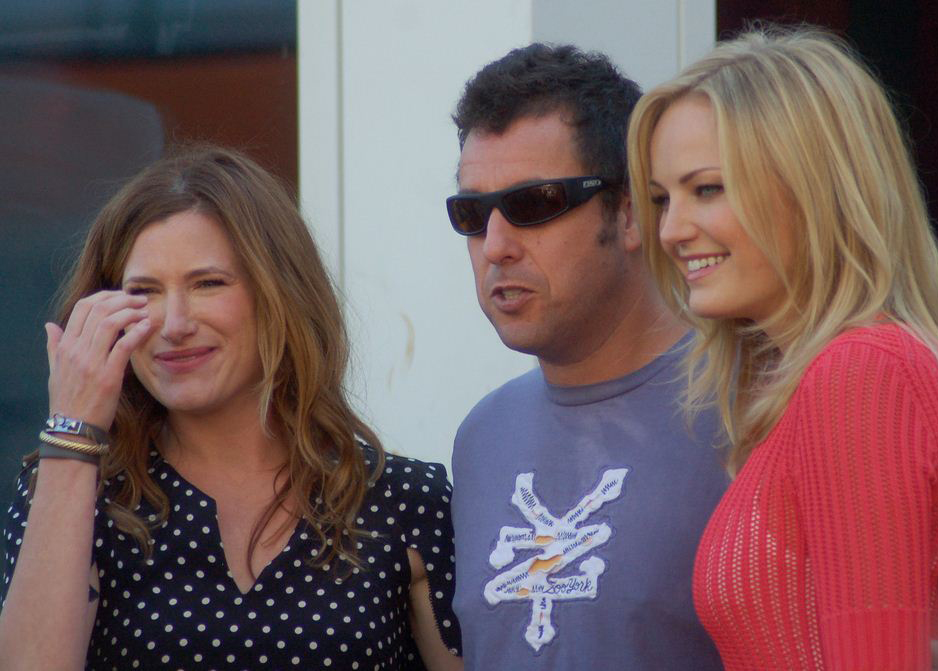
Åkerman (à direita) com Kathryn Hahn e Adam Sandler, em fevereiro de 2012.

Åkerman teve um papel coadjuvante no filme de comédia Wanderlust, de 2012, com Jennifer Aniston e Paul Rudd. O filme se concentra em um casal sobrecarregado que acabam em uma comunidade quando tentam escapar da sociedade moderna. Åkerman atuou como Eva, uma mulher na comunidade. O filme recebeu criticas mistas com avaliações positivas dos críticos, que ficaram divididos quanto ao seu humor, mas no final elogiaram o elenco. O desempenho inferior de Wanderlust nas bilheterias arrecadou pouco mais de 20 milhões dólares em todo o mundo durante a sua execução teatral. Åkerman apareceu na comédia The Giant Mechanical Man, que estreou no Festival de Cinema de Tribeca em 23 de abril de 2012, com comentários na média. Em 2012, teve um papel coadjuvante em Rock of Ages, filme musical de rock baseado na produção teatral de mesmo nome. Interpretou Constance Sack, uma jornalista que entrevista o personagem de Tom Cruise, Stacee Jaxx. Åkerman contratou um treinador vocal, uma vez que seu papel exigia que ela cantasse; Malin e Cruise gravaram um dueto da banda Foreigner, "I Want to Know What Love Is" (1984). Embora o filme tivesse arrecadação mais baixa que o esperado, sua semana de estreia bruta nos Estados Unidos tornou-se a terceira maior para uma adaptação de uma produção teatral.
Åkerman estrelou filme de ação Stolen, de 2012, sobre um assalto a banco ao lado de Nicolas Cage. Em 2010, substituiu Lindsay Lohan como Linda Lovelace no futuro filme Inferno: A Linda Lovelace Story, baseado na vida de uma falecida atriz pornô. Como o filme ainda está em estado de pré-produção desde abril de 2012, Malin comentou que é pessimista em relação ao futuro do projeto. Dois outros projetos, Cottage Country e The Numbers Station, estão previstos para serem lançados em 2013. Ela foi mencionada para um papel em Serpent Girl, baseado no livro de Matthew Carnahan com o mesmo nome. Em fevereiro de 2012, Åkerman foi escalada para o piloto da comédia da ABC, The Smart One, oposto Portia de Rossi e Jean Smart. Em maio de 2012, foi revelado que Åkerman vai atuar como Debbie Harry, vocalista da banda Blondie no filme de Randall Miller, CBGB. No outono de 2012, Malin estrelou como Alex em dois episódios da segunda temporada de Suburgatory, da ABC.

## Vida pessoal
Como a atriz nasceu na Suécia e cresceu no Canadá, ela tem "sentimentos contraditórios" pelos dois países. Em uma entrevista para o Toronto Star, ela disse: "Toda vez que eu estou no Canadá eu me sinto mais sueca, e cada vez que eu estou na Suécia, eu me sinto mais canadense. Pertenço em ambos os países, e eu amo os dois da mesma forma." Tem dois passaportes suecos e canadenses. Além de falar fluentemente inglês e sueco, também fala francês e espanhol. Ela descreve-se como uma feminista, visto que acredita na igualdade de tratamento entre ambos os sexos, embora considere igualmente que "nós [mulheres] somos diferentes", acrescentando que "abrangemos essas diferenças." Ela revelou que é disléxica e disse que leva "muito tempo" para decorar suas falas. Explicou que "eu fico horrorizada quando eu tenho que fazer uma lista e lê-la com todo o elenco, porque há um monte de gagueira vindo de mim, então eu tenho que fazer um monte de preparações". Em razão disso, ela prefere improvisá-las.
Åkerman foi criada como uma budista, o que inspirou sua tatuagem de flor de lótus em sua parte superior das costas. Ela também tem um 'Z' tatuado em seu pulso direito, honrando seu marido, o músico italiano Roberto Zincone. Os dois se conheceram em 2003, quando Åkerman foi o vocalista do Petalstones, para o qual Zincone servia como baterista. Depois de treinar com a banda, eles geralmente se socializavam, usando um dicionário, como ele não podia falar inglês. Eles finalmente começaram a namorar e se casaram no Grand Hotel Moon Valley em Sorrento, Itália, em 20 de junho de 2007. O casal tem um filho, Sebastian Zincone, nascido em 16 de abril de 2013.
Åkerman é conhecida por frequentemente aparecer em cenas de nudez em seus filmes, como em The Heartbreak Kid e Watchmen. Afirmou que se sente confortável, desde que as cenas não sejam gratuitas. Em uma entrevista para o Daily Mail, ela comentou: "Eu passei muito tempo quando criança na Suécia, é natural lá ... Eu não conheço muitas mulheres que vão para a cama com o marido durante a noite e tem relações sexuais com um sutiã ... Então, vamos torná-lo real em filmes." Em 2008, fez sua primeira aparição na lista das "99 Mulheres Mais Desejáveis" da AskMen.com, no número 60. No mesmo ano, a revista masculina Maxim a classificou no número 59 em uma relatório de sua lista anual "Hot 100". No ano seguinte, a revista classificou-a na quarta posição. Apesar de admitir que o apelo sexual é um dos "melhores recursos", Åkerman considera ser bonita tanto "uma bênção quanto uma maldição", afirmando: "Eu tendo a ter um monte de scripts em que as pessoas querem que eu atue a esposa troféu, o que é frustrante, porque eu quero os interessantes, papéis de carne."
Em 2012 Akerman viajou para a Tanzânia com o Opportunity International, e desde então começou a apoiar o seu trabalho de desenvolvimento internacional, tornando-se uma Jovem Embaixadora da organização em junho de 2012, e hospedou uma angariação de fundos para o Opportunity em outubro de 2012.

## Filmografia

### Filmes
| Ano  | Título                            | Papel                            | Notas |
| ---- | --------------------------------- | -------------------------------- | --- |
| 2000 | Sociedade Secreta                 | Moradora do apartamento de Caleb | |
| 2001 | Shotgun Love Dolls                | Rock Candy                       | Telefilme |
| 2002 | The Circle                        | Tess                             | |
| 2003 | The Utopian Society               | Tanci                            | |
| 2004 | Harold & Kumar Go to White Castle | Liane                            | |
| 2007 | The Invasion                      | Autumn (não-creditada)           | |
| 2007 | The Brothers Solomon              | Tara                             | |
| 2007 | The Heartbreak Kid                | Lila                             | |
| 2007 | Heavy Petting                     | Daphne                           | |
| 2008 | Vestida para Casar                | Tess                             | |
| 2009 | Bye Bye Sally                     | Sally Grimshaw                   | Curta-metragem |
| 2009 | Watchmen                          | Laurie Jupiter / Silk Spectre II | Indicada — Prêmio Saturno de melhor atriz coadjuvante em cinema Indicada — Teen Choice Awards de Choice Movie Actress: Action Adventure |
| 2009 | A Proposta                        | Gertrude (Gert)                  | |
| 2009 | Couples Retreat                   | Ronnie                           | |
| 2010 | Happythankyoumoreplease           | Annie                            | |
| 2010 | The Romantics                     | Tripler                          | |
| 2011 | Elektra Luxx                      | Trixie                           | |
| 2011 | The Bang Bang Club                | Anna                             | |
| 2011 | Catch .44                         | Tes                              | |
| 2012 | Wanderlust                        | Eva                              | |
| 2012 | The Giant Mechanical Man          | Jill                             | |
| 2012 | Rock of Ages                      | Constance Sack                   | |
| 2012 | Stolen                            | Riley Simms                      | |
| 2012 | Hotel Noir                        | Swedish Mary                     | |
| 2013 | Cottage Country                   | Cammie Ryan                      | |
| 2013 | Códigos de Defesa                 | Katherine                        | |
| 2013 | CBGB                              | Debbie Harry                     | |
| 2015 | The Final Girls                   | Amanda Cartwright / Nancy        | |
| 2015 | Unity                             | Narradora (voz)                  | Documentário |
| 2015 | I'll See You in My Dreams         | Katherine Petersen               | |
| 2016 | Misconduct                        | Emily Hynes                      | |
| 2016 | The Ticket                        | Sam                              | |
| 2018 | Rampage                           | Claire                           | |

### Televisão
| Ano           | Título                | Papel                               | Notas                                                    |
| ------------- | --------------------- | ----------------------------------- | -------------------------------------------------------- |
| 1997          | Earth: Final Conflict | Avatar                              | Episódio: "Truth"                                        |
| 2000          | The Others            | Diane Stillman                      | Episódio: "Pilot"                                        |
| 2000          | Relic Hunter          | Elena                               | Episódio: "Affaire de Coeur"                             |
| 2001          | Twice in a Lifetime   | Ramona Dubois                       | Episódio: "Knockout"                                     |
| 2001          | Doc                   | Maddy Dodge                         | Episódio: "Face in the Mirror"                           |
| 2001          | Witchblade            | Karen Bronte                        | Episódio: "Conundrum"                                    |
| 2002          | A Nero Wolfe Mystery  | Server Girl #11                     | Episódio: "Poison à la Carte"                            |
| 2005–2014     | The Comeback          | Juna Millken                        | Elenco principal                                         |
| 2006          | Love Monkey           | Kira Dungen                         | Episódio: "The One That Got Away"                        |
| 2006          | Entourage             | Tori                                | Episódios: "Three's Company" e "Strange Days"            |
| 2010          | How I Met Your Mother | Stella (no filme The Wedding Bride) | Episódio: "The Wedding Bride"                            |
| 2010–2016     | Childrens Hospital    | Dr. Valerie Flame                   | Elenco principal                                         |
| 2012          | Burning Love          | Willow                              | 8 episódios                                              |
| 2012–2013     | Suburgatory           | Alex                                | Episódios: "The Wishbone", "Krampus" e "Stray Dogs"      |
| 2013–2014     | Newsreaders           | Ingrid Hagerstown                   | Episódios: "Pubic Hair Crisis" e "Go Nadz; Talkin' News" |
| 2013          | Robot Chicken         | Black Widow / Nerd's Niece (voz)    | Episódio: "Robot Fight Accident"                         |
| 2013–2014     | Trophy Wife           | Kate Harrison                       | Elenco principal                                         |
| 2014          | Welcome to Sweden     | Malin Åkerman                       | Episódio: "Breakups"                                     |
| 2015          | Sin City Saints       | Dusty Halford                       | 8 episódios                                              |
| 2016–presente | Billions              | Lara Axelrod                        | Elenco principal                                         |